# Redectis pygmaea
Redectis pygmaea är en fjärilsart som beskrevs av Augustus Radcliffe Grote 1878. Redectis pygmaea ingår i släktet Redectis och familjen nattflyn. Inga underarter finns listade.